# 中瀬 (川崎市)
中瀬（なかぜ）は、神奈川県川崎市川崎区の地名。現行行政地名は中瀬1丁目から中瀬3丁目。住居表示実施済み区域。

## 地理
川崎区の北部に位置し、東に大師河原、南東に東門前、南に大師本町、南西に大師駅前、西に鈴木町、川を挟んで北に大田区本羽田と接している。

### 河川
- 多摩川

### 地価
住宅地の地価は、2025年（令和7年）1月1日の公示地価によれば、中瀬2丁目16-6-2の地点で29万2000円/m²となっている。

## 歴史

### 沿革
- 1936年（昭和11年） - 耕地整理により、川中島字中瀬耕地、字上河原耕地の一部から中瀬町2～3丁目を新設。
- 1937年（昭和12年） - 耕地整理により、川中島字上河原耕地の一部から中瀬町1丁目を新設。
- 1965年（昭和40年）7月1日 - 土地区画整理事業による換地処分に伴い、中瀬町1丁目の一部、中瀬町2丁目、中瀬町3丁目、大師本町の一部、東門前1丁目の一部から、中瀬2丁目、中瀬3丁目を新設し、同時に住居表示を実施。
- 1972年（昭和47年）4月1日 - 川崎市が政令指定都市の制定に伴い、川崎区が新設。
- 1972年（昭和47年）8月1日 - 中瀬町1丁目の残部で住居表示を実施し、中瀬1丁目となる[5][7]。

## 世帯数と人口
2025年（令和7年）6月30日現在（川崎市発表）の世帯数と人口は以下の通りである。中瀬1丁目は全域が味の素の関連施設と多摩川の河川敷であり住民登録している住民はいないため省略する。
| 丁目      | 世帯数    | 人口    |
| --------- | --------- | ------- |
| 中瀬2丁目 | 1,168世帯 | 2,160人 |
| 中瀬3丁目 | 2,313世帯 | 5,230人 |
| 計        | 3,481世帯 | 7,390人 |

### 人口の変遷
国勢調査による人口の推移。
| 年                 | 人口  |
| ------------------ | ----- |
| 1995年（平成7年）  | 3,981 |
| 2000年（平成12年） | 3,637 |
| 2005年（平成17年） | 4,007 |
| 2010年（平成22年） | 7,028 |
| 2015年（平成27年） | 7,409 |
| 2020年（令和2年）  | 7,511 |

### 世帯数の変遷
国勢調査による世帯数の推移。
| 年                 | 世帯数 |
| ------------------ | ------ |
| 1995年（平成7年）  | 1,539  |
| 2000年（平成12年） | 1,491  |
| 2005年（平成17年） | 1,682  |
| 2010年（平成22年） | 2,855  |
| 2015年（平成27年） | 2,943  |
| 2020年（令和2年）  | 3,276  |

## 学区
市立小・中学校に通う場合、学区は以下の通りとなる（2025年1月時点）。
| 丁目      | 番・番地等 | 小学校               | 中学校             |
| --------- | ---------- | -------------------- | ------------------ |
| 中瀬1丁目 | 全域       | 川崎市立東門前小学校 | 川崎市立大師中学校 |
| 中瀬2丁目 | 全域       | 川崎市立東門前小学校 | 川崎市立大師中学校 |
| 中瀬3丁目 | 全域       | 川崎市立東門前小学校 | 川崎市立大師中学校 |

## 事業所
2021年（令和3年）現在の経済センサス調査による事業所数と従業員数は以下の通りである。
| 丁目      | 事業所数  | 従業員数 |
| --------- | --------- | -------- |
| 中瀬1丁目 | 1事業所   | 354人    |
| 中瀬2丁目 | 33事業所  | 151人    |
| 中瀬3丁目 | 68事業所  | 957人    |
| 計        | 102事業所 | 1,462人  |

### 事業者数の変遷
経済センサスによる事業所数の推移。
| 年                 | 事業者数 |
| ------------------ | -------- |
| 2016年（平成28年） | 113      |
| 2021年（令和3年）  | 102      |

### 従業員数の変遷
経済センサスによる従業員数の推移。
| 年                 | 従業員数 |
| ------------------ | -------- |
| 2016年（平成28年） | 1,464    |
| 2021年（令和3年）  | 1,462    |

## 交通

### 鉄道
- 京浜急行電鉄大師線
  - 東門前駅

### 道路
- 国道409号

## 施設
- 島忠 ホームズ川崎大師店[18]
- オーケー 川崎大師店[19]
- 大師稲荷神社[20]
- 川崎鶴見臨港バス本社[21]

## その他

### 日本郵便
- 郵便番号 : 210-0818[3]（集配局 : 川崎港郵便局[22]）

### 警察
町内の警察の管轄区域は以下の通りである。
| 丁目      | 番・番地等 | 警察署     | 交番・駐在所 |
| --------- | ---------- | ---------- | ------------ |
| 中瀬1丁目 | 全域       | 川崎警察署 | 大師駅前交番 |
| 中瀬2丁目 | 全域       | 川崎警察署 | 大師駅前交番 |
| 中瀬3丁目 | 全域       | 川崎警察署 | 大師駅前交番 |